# Она была в Париже
«Она́ была́ в Пари́же» (по первой строке известна как «Наверно, я погиб…») — песня Владимира Высоцкого, написанная в 1966 году.

## Сюжет
Повествование ведётся от имени работника завода («Я бросил свой завод — хоть, в общем, был не вправе»), влюбившегося в популярную актрису.

Сам Владимир Семёнович, исполняя эту песню на одном из концертов, шутливо прокомментировал её так: 
«Эта песня посвящена одной женщине, которая часто ездит в заграничные командировки. А он не ездит, он остается здесь, очень тоскует. В общем, это песня, направленная против излишней эмансипации».

## Посвящение
Песня была посвящена актрисе Ларисе Лужиной. Песня ей не понравилась:
— Высоцкий был известен своей влюбчивостью. Пытался ли он за вами ухаживать?
— Разве что в шутку. Ведь он был другом моего мужа. Да и вокруг него всегда столько девушек красивых порхало. Впрочем, может, я ему и нравилась, но уж точно не отвечала взаимностью.
— Тогда как появилась песня «Она была в Париже»?
— К тому времени я с картиной «На семи ветрах» проехалась по разным зарубежным фестивалям. Была в Каннах, Париже, Карловых Варах, Осло, Тегеране, Варшаве… И меня всё время просили рассказывать о том, как там.
Володя, который в то время был совершенно невыездным, всё это слушал… А в какой-то момент, когда в очередной раз прилетел на съёмки, сообщил, что посвятил мне песню, и спел ироническую песню про мальчика-слесаря, влюбившегося в звезду.
Помню, я тогда обиделась. Меня очень задели слова «Пусть пробуют они. Я лучше пережду». Прошло много лет, в течение которых я даже не вспоминала об этой песне.
Уже после смерти Володи на одной творческой встрече Говорухина спросили: а правда, что песня «Она была в Париже» посвящена Марине Влади? На что Слава честно ответил, что ко времени написания песни в 1966 году Высоцкий ещё не был знаком с Влади, а слова посвящены Ларисе Лужиной. А через какое-то время и сама Марина подтвердила этот факт.Лариса Лужина

## Отсылки
В песне имеются 3 явные отсылки к ранним ("блатным") песням Высоцкого: «Про „счётчик“, «Про того, кто раньше с нею был»; «Песня о нейтральной полосе»…

## Разночтения
В разные годы несколько строк претерпевали изменения.
| Было                                              | Стало                                         |
| ------------------------------------------------- | --------------------------------------------- |
| «Про „счётчик“, про „того, кто раньше с нею был“» | «Про юг и про „того, кто раньше с нею был“»   |
| Ведь она сегодня здесь, а завтра будет в Осле     | Ведь она сегодня здесь, а завтра будет в Осло |
| Ей сам Марсель Марсо чевой-то говорил             | И сам Марсель Марсо ей что-то говорил.        |
| Приедет, я скажу по-польски: «прошу, пани»        | Приедет, я скажу по-польски: «проше, пани»    |
| И я вчера узнал: не только в ём одном.            | И я вчера узнал: не только в нём одном.       |
| Блатные песни пел я ей про Север дальний          | Какие песни пел я ей про Север дальний        |

## Факт
В наиболее часто публикуемом варианте, текст печатается по одной из последних фонограмм авторского исполнения 1979 г.